# 紫胸鳳冠鳩
紫胸鳳冠鳩（Goura scheepmakeri），又名南冠鳩，是一種大型的冠鳩，長75厘米，分佈在新畿內亞的南部低地森林。牠們呈藍灰色，絲狀冠呈藍色，紅色的瞳孔及深栗色的胸部。雌鴿及雄鴿相似。
紫胸鳳冠鳩有兩個亞種，分別在於其肩膀及腹部的顏色：
- G. s. sclateri：分佈在新畿內亞西南部，肩膀栗色，腹部藍灰色；
- G. s. scheepmakeri：分佈在新畿內亞東南部，肩膀藍灰色，腹部栗色。

紫胸鳳冠鳩最初是由奥托·芬斯克（Otto Finsch）所描述，其活標本是從阿姆斯特丹動物園的C. Scheepmaker獲得，並以其名來命名。
由於紫胸鳳冠鳩很溫馴及被獵殺，牠們被世界自然保護聯盟列為易危，且受到《瀕危野生動植物種國際貿易公約》附錄二的保護。

## 外部連結
- BirdLife Species Factsheet （页面存档备份，存于）